# Cự Xà
Cự Xà (tiếng Trung Quốc: 巨蛇; tiếng Hy Lạp cổ: Ὄφις, đã Latinh hoá: Óphis) là một chòm sao trên bầu trời bán cầu bắc. Đây là một trong 48 chòm sao được nhà thiên văn học Ptolemy liệt kê vào thế kỷ thứ 2 và cũng là một trong 88 chòm sao hiện đại được Liên đoàn Thiên văn Quốc tế công nhận, mang hình ảnh con rắn. Chòm sao Cự Xà là chòm sao hiện đại duy nhất bị chia thành hai phần riêng biệt: Serpens Cauda (đuôi Cự Xà) và Serpens Caput (đầu Cự Xà), bị chòm sao Xà Phu chia cắt ở giữa. Trong các mô tả, Cự Xà đang bị Xà Phu nắm lấy, thân Cự Xà ở phía sau Xà Phu.
Sao sáng nhất trong chòm sao Cự Xà là sao khổng lồ Alpha Serpentis hay Unukalhai nằm ở Serpens Caput với cấp sao biểu kiến là 2,63. Cụm sao cầu Messier 5 và sao biến quang R Serpentis, Tau4 Serpentis cũng trong Serpens Caput đều có thể được nhìn thấy bằng mắt thường. Các vật thể liên thiên hà đáng chú ý bao gồm Seyfert's Sextet, một trong những cụm thiên hà dày đặc nhất được biết đến; Arp 220, nguyên mẫu của thiên hà hồng ngoại cực siêu sáng (ultraluminous infrared galaxy); và thiên thể Hoag, thiên hà vòng nổi tiếng nhất.
Một phần của mặt phẳng Ngân Hà nhìn từ Trái Đất đi qua Serpens Cauda, do đó trong Cự Xà có nhiều thiên thể bầu trời sâu, chẳng hạn như tinh vân Đại Bàng (IC 4703) cùng với cụm sao Messier 16. Tinh vân Đại Bàng có kích thước 70 × 50 năm ánh sáng và là nguồn gốc của Các cột Hình thành, một hình ảnh được Kính viễn vọng không gian Hubble chụp. Các thiên thể đáng chú ý khác bao gồm tinh vân MWC 922, một trong số ít thiên thể có hình vuông; và Westerhout 40, một khu vực hình thành sao khổng lồ cách Trái Đất 30 năm ánh sáng gồm một đám mây phân tử và một vùng H II.

## Lịch sử

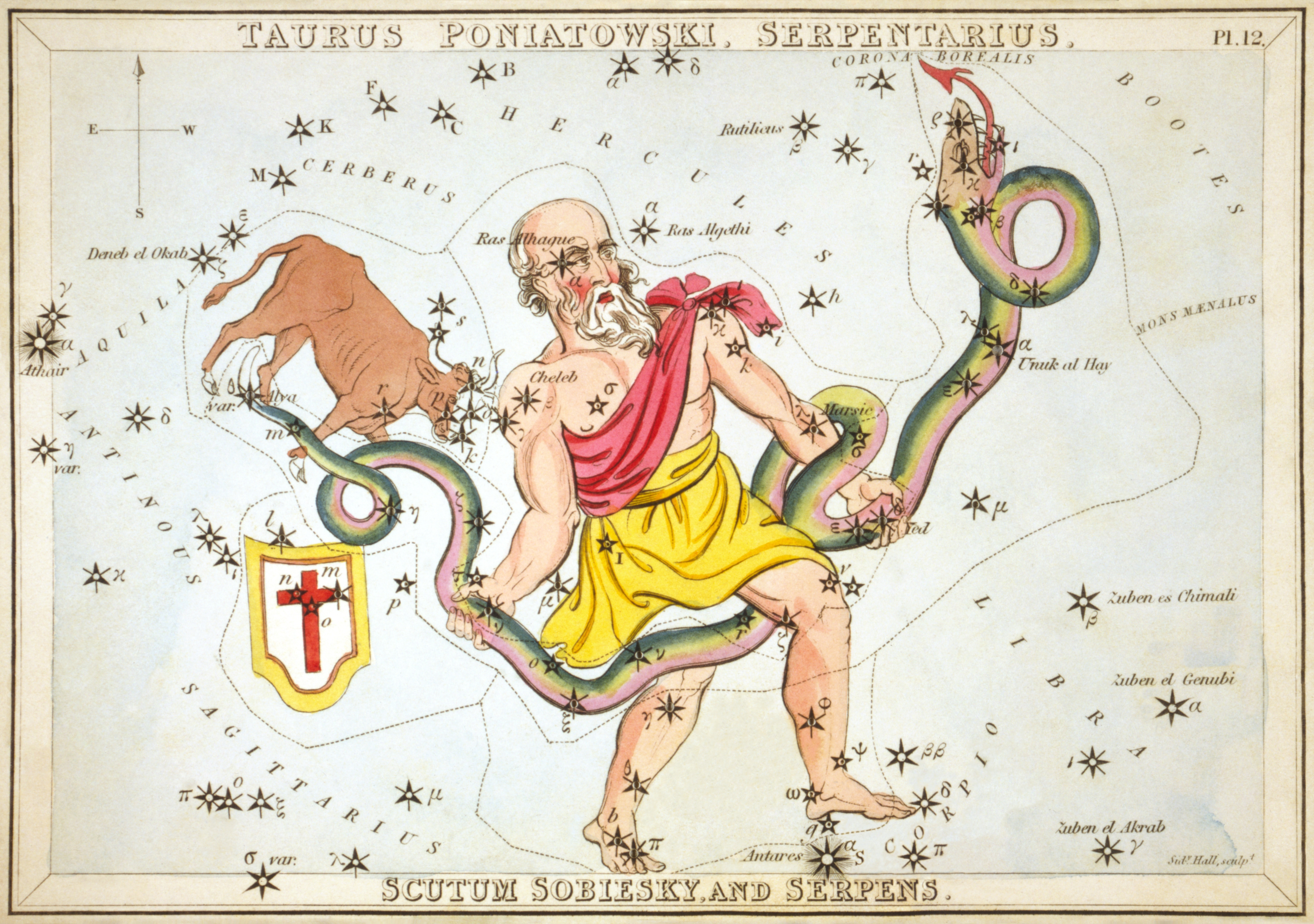
Hình ảnh Cự Xà bị Xà Phu nắm lấy, như được mô tả trong bản đồ sao này của Urania's Mirror. Phía trên đuôi con rắn là chòm sao Taurus Poniatovii không còn được công nhận, trong khi bên dưới là chòm sao Thuẫn Bài.

Trong thần thoại Hy Lạp, Cự Xà đại diện cho hình ảnh một con rắn bị Asclepius, đại diện bởi chòm sao Xà Phu, giữ lấy. Asclepius từng giết một con rắn, nhưng con vật này sau đó hồi sinh sau khi con rắn thứ hai đặt một loại thảo mộc hồi sinh lên nó trước khi chết. Trong xã hội Hy Lạp cổ đại, việc những con rắn lột da hàng năm được coi là biểu tượng của sự tái sinh, và truyền thuyết nói rằng Asclepius sẽ hồi sinh những người đã chết bằng cách sử dụng kỹ thuật tương tự mà ông chứng kiến. Mặc dù đây có thể là logic cho sự hiện diện của Cự Xà với Xà Phu, nhưng người ta vẫn chưa chắc chắn về lý do thực sự. Đôi khi, Cự Xà được mô tả như đang cuộn quanh Xà Phu, nhưng phần lớn các bức vẽ mô tả Cự Xà đang đi qua phía sau cơ thể Xà Phu hoặc giữa hai chân của Xà Phu.
Trong một số bản đồ sao cổ, Cự Xà và Xà Phu được mô tả như hai chòm sao riêng biệt, mặc dù chúng thường được coi là một chòm sao duy nhất. Trong đó, Johann Bayer đã miêu tả Cự Xà là một chòm sao riêng biệt, và đặt cho các sao trong chòm sao này định danh Bayer riêng biệt với các sao trong chòm sao Xà Phu. Khi Eugène Delporte đưa ra giới hạn ("biên giới" của các chòm sao) cho các chòm sao hiện đại vào những năm 1920, ông đã chọn tách riêng hai chòm sao Cự Xà và Xà Phu. Tuy nhiên, điều này đặt ra vấn đề là làm thế nào để tách rời hai chòm sao ra. Deporte quyết định chia Cự Xà thành hai phần (phần đầu và phần đuôi), và bị Xà Phu ngăn cách. Hai phần này được gọi là Serpens Caput và Serpens Cauda, caput là từ tiếng Latinh nghĩa là 'đầu' và cauda có nghĩa là 'đuôi'.
Trong thiên văn học Trung Quốc, hầu hết các sao trong chòm sao Cự Xà (cùng với chòm sao Xà Phu và một phần chòm sao Vũ Tiên) tạo nên hình ảnh tường thành bao quanh một khu chợ được gọi là Tianshi. Một số sao trong Cự Xà cũng tạo nên một phần của một số chòm sao Trung Quốc khác. Hai ngôi sao ở đuôi Cự Xà là một phần của Thạch Lâu (石楼), một ngôi tháp với market office. Một ngôi sao khác ở đuôi Cự Xà là một phần của Liesi, cửa hàng kim hoàn. Một ngôi sao ở đầu Cự Xà (Mu Serpentis) tương ứng với Tianru, đại diện cho vú nuôi của thái tử, đôi khi đại diện cho mưa.
Có hai chòm sao "Cự Xà" trong thiên văn học Babylon, được gọi là Mušḫuššu và Bašmu. Có vẻ như Mušḫuššu được miêu tả là con lai giữa rồng, sư tử và chim, và gần tương ứng với Trường Xà ngày nay. Bašmu là một con rắn có sừng (Ningishzida) và gần tương ứng với chòm sao Ὄφις do Eudoxus xứ Cnidus đưa ra; sau này Ptolemy khi vẽ ra các chòm sao đã dựa vào chòm sao Ὄφις.

## Đặc điểm
Cự Xà là chòm sao hiện đại duy nhất bị chia thành hai phần riêng biệt: Serpens Cauda (đuôi Cự Xà) và Serpens Caput (đầu Cự Xà).
Serpens Caput giáp với chòm sao Thiên Bình ở phía nam, Mục Phu và Xử Nữ ở phía tây, Bắc Miện ở phía bắc, và Vũ Tiên và Xà Phu ở phía đông. Serpens Cauda giáp với chòm sao Nhân Mã (Cung Thủ) ở phía nam, Thiên Ưng và Thuẫn Bài ở phía đông, và Xà Phu ở phía bắc và tây. Cự Xà có diện tích 636,9 độ vuông, nằm trên thiên cầu bắc và chiếm vị trí thứ 23 trong danh sách các chòm sao theo diện tích. Cự Xà xuất hiện nổi bật ở cả bầu trời phía bắc và phía nam vào mùa hè ở Bắc Bán cầu. Khoảnh sao chính của Cự Xà gồm 11 ngôi sao và tổng cộng có 108 ngôi sao cấp sao nhỏ hơn 6,5 (cấp sao càng nhỏ thì sao càng sáng và ngược lại), theo lý thuyết là sao tối nhất mà mắt thường có thể nhìn thấy.
Giới hạn của Serpens Caput, do nhà thiên văn học người Bỉ Eugène Joseph Delporte đưa ra vào năm 1930, được xác định bởi một đa giác 10 cạnh, trong khi của Serpens Cauda là 22 cạnh (được minh họa ở hộp thông tin). Trong hệ tọa độ xích đạo, xích kinh của giới hạn của Serpens Caput nằm nằm trong khoảng từ 15h 10,4m đến 16h 22,5m, trong khi xích vĩ nằm trong khoảng từ 25,66° đến −03,72°. Xích kinh của giới hạn của Serpens Cauda nằm nằm trong khoảng từ 17h 16,9m đến 18h 58,3m còn xích vĩ là từ 06,42° đến −16,14°. Liên đoàn Thiên văn Quốc tế (IAU) thông qua tên viết tắt gồm ba chữ cái của Cự Xà là "Ser" vào năm 1922.

## Thiên thể đáng chú ý

### Sao

#### Serpens Caput

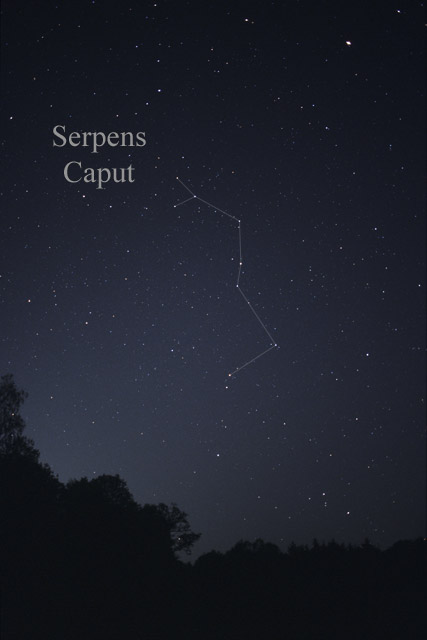
Serpens Caput nhìn bằng mắt thường trên bầu trời đêm.

Sao sáng nhất trong chòm sao Cự Xà là Alpha Serpentis. Còn được gọi là Unukalhai, Alpha Serpentis là một sao khổng lồ đỏ có quang phổ K2 III cách Trái Đất khoảng 23 parsec (pc) (75 năm ánh sáng (ly)) với cấp sao biểu kiến là 2,630 ± 0,009. Alpha Serpentis có thể dễ dàng quan sát được bằng mắt thường ngay cả ở những khu vực bị ô nhiễm ánh sáng đáng kể. Một sao đồng hành mờ nhạt, không thể nhìn thấy bằng mắt thường đang quay quanh sao khổng lồ đỏ trong hệ. Nằm gần Alpha là Lambda Serpentis, một ngôi sao có cấp sao 4,42 ± 0,05, có một số đặc điểm gần giống với Mặt Trời. Cách Trái Đất khoảng 12 parsec (39 ly), Lambda Serpentis được một ngoại hành tinh quay quanh. Một sao tương tự Mặt Trời khác trong Cự Xà là sao chính trong hệ Psi Serpentis, một sao đôi cách Trái Đất hơi xa hơn Lambda Serpentis với khoảng cách khoảng 14 parsec (46 ly).
Beta, Gamma và Iota Serpentis tạo thành một hình tam giác đại diện cho đầu của con rắn, với Kappa Serpentis (còn được gọi là Gudja) nằm ở khoảng giữa Gamma và Iota. Beta Serpentis là sao sáng nhất trong số bốn sao ở tam giác đại diện cho đầu con rắn với cấp sao biểu kiến khoảng 3,67, và là một sao dãy chính trắng cách Trái Đất khoảng 160 parsec (520 ly). Một ngôi sao có cấp sao là 10 gần Beta có thể có tương tác về mặt vật lý (hệ sao thị giác) với Beta, nhưng không được chắc chắn. Sao biến quang Mira R Serpentis, nằm giữa Beta và Gamma, có thể được quan sát bằng mắt thường khi sao này đạt cấp sao nhỏ nhất (cấp 5), và cấp sao lớn nhất có thể lên tới 14 (cấp sao càng nhỏ thì sao càng sáng và ngược lại), một đặc điểm điển hình của các sao biến quang Mira. Gamma Serpentis là một sao gần mức khổng lồ loại F cách Trái Đất khoảng 11,25 parsec (36,7 ly), có cấp sao 3,84 ± 0,05. Gamma Serpentis được cho là có những dao động giống Mặt Trời (solar-like oscillations). Iota Serpentis là một hệ sao đôi.
Delta Serpentis là một hệ bốn sao cách Trái Đất khoảng 70 parsec (230 ly).

#### Serpens Cauda

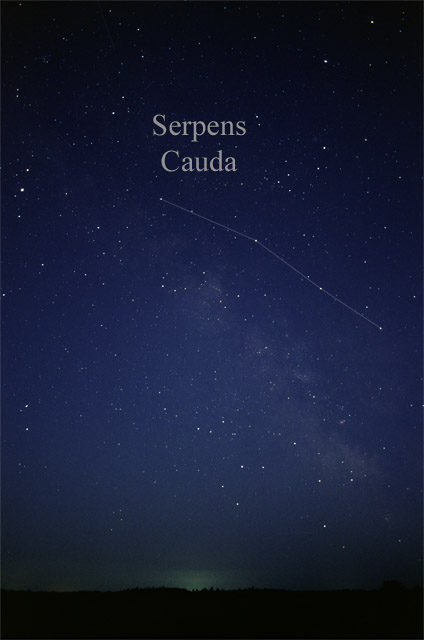
Serpens Cauda nhìn bằng mắt thường trên bầu trời đêm.

Là sao sáng nhất ở Serpens Cauda, Eta Serpentis là một sao khổng lồ đỏ loại K, tương tự như sao chính (primary) trong hệ Alpha Serpentis. Tuy nhiên, ngôi sao này được biết là có các dao động giống Mặt Trời (solar-like oscillations) trong thời gian khoảng 2,16 giờ.